# ワサビナ
ワサビナ(わさび菜、別名:愛彩菜、あいさいな、英:Wasabina, wasabi mustard greens)とは、アブラナ科アブラナ属の栽培品種である。

## 概要
草丈は、およそ30cm。適温は15～20℃で、耐暑性にやや弱い。耐寒性には優れているため、冬でもゆっくりだが、成長する。耐陰性にやや弱く、日当たりを好む。
原産地は日本。からし菜から品種改良されてできた品種である。一年中収穫でき、特に9月から3月は多く収穫できる。
葉は緑色で、柔らかい。形は長く、ふちには凹凸がある。また、辛味があり、生のままでも食べられる。辛味のもとは、イソチオシアン酸アリルという成分で、ワサビやカラシにも含まれている。黄色の花を咲かせる。

### 害虫
- アブラムシ[1]